# Danh sách máy bay (B)
Danh sách máy bay theo hãng sản xuất
A B  C-D E-H I-M N-S T-Z

## B

### B.A.T. (British Aerial Transport Company Limited)
- F.K.23 Bantam
- F.K.24 Baboon
- F.K.26
- F.K.27
- F.K.28 Crow

### Bach
- Bach Air Yacht
- Bach CS-1
- Bach CS-4
- Bach Polar Bear
- Bach Super Transport
- Bach T-11-P

### Bachem
- Bachem Ba 349

### Bakeng
- Bakeng Double Duce
- Bakeng Duce

### Bakeng Deuce Airplane Factory
- Bakeng Deuce

### Ball-Bartoe
- Ball-Bartoe Jetwing

### Barkley-Grow
- Barkley-Grow T8P

### Barnett Rotorcraft
- Barnett J4B

### Bartel
- Bartel BM-1
- Bartel BM-2
- Bartel BM-4
- Bartel BM-5
- Bartel BM-6

### Bartlett Aircraft
- Bartlett Zephyr

### Basler Turbo Conversions
- Basler BT-67

### Bay
- Bay Super "V" Bonanza

### Barrows
- Bearhawk

### Beagle Aircraft
- Beagle Airedale
- Beagle B.206
- Beagle B.121 Pup
- Beagle Basset
- Beagle Husky

### Beardmore
- Beardmore Inflexible
- Beardmore WB.III

### Béarn
xem CAB

### Bede
- Bede BD-1
- Bede BD-2
- Bede BD-4
- Bede BD-5
- Bede BD-6
- Bede BD-7
- Bede BD-8
- Bede BD-10
- Bede BD-12
- Bede BD-14

### Beechcraft
- Beechcraft XA-38 Grizzly
- Beechcraft AT-7 Navigator
- Beechcraft AT-11 Kansan
- Beechcraft C-6 Ute
- Beechcraft C-12 Huron
- Beechcraft C-43 Traveler
- Beechcraft C-45 Expeditor
- Beechcraft CT-128 Expeditor
- Beechcraft CT-134 Musketeer
- Beechcraft CT-145 Super Kingair
- Beechcraft RC-12 Guard Rail
- Beechcraft Model 17 Staggerwing
- Beechcraft Model 18
- Beechcraft Model 23 Musketeer and Sundowner
- Beechcraft Model 24 Sierra
- Beechcraft Model 33 Debonair
- Beechcraft Model 35 Bonanza
- Beechcraft Model 36 Bonanza
- Beechcraft Model 50 Twin Bonanza
- Beechcraft Model 55 Baron
- Beechcraft Model 56 Duke
- Beechcraft Model 65 Queen Air
- Beechcraft Model 73 Jet Mentor
- Beechcraft Model 76 Duchess
- Beechcraft Model 77 Skipper
- Beechcraft Model 90 King Air
- Beechcraft Model 95 Travel Air
- Beechcraft Model 99 Airliner
- Beechcraft Model 100 King Air and Model 200 & 300 Super King Air
- Beechcraft Model 1900 Commuter
- Beechcraft SNB
- Beechcraft Model 2000 Starship
- Beechcraft T-1A Jayhawk
- Beechcraft T-34 Mentor
- Beechcraft T-42 Cochise
- Beechcraft U-8 Seminole
- Beechcraft U-21 Ute

### Beecraft
- Beecraft Queen Bee
- Beecraft Honeybee
- Beecraft Wee Bee

### Beets
- Beets Special

### Bell
- Bell 47
- Bell 61/HSL-1
- Bell 204
- Bell 205
- Bell 206 Jetranger
- Bell 212
- Bell 214
- Bell 222
- Bell 230
- Bell 407
- Bell 412
- Bell 427
- Bell 429
- Bell 430
- Bell AH-1 Cobra
- Bell YAH-63
- Bell CH-118 Iroquois
- Bell CH-135 Twin Huey
- Bell CH-136 Kiowa
- Bell CH-139 Jet Ranger
- Bell CH-146 Griffon
- Bell Eagle Eye
- Bell FL Airabonita
- Bell F2L Airacomet
- Bell H-13 Sioux
- LLRV
- Bell OH-58 Kiowa
- Bell P-39 Airacobra
- Bell P-59 Airacomet
- Bell P-63 Kingcobra
- Bell R-12 (Model 48)
- Bell UH-1 Iroquois
- Bell X-1
- Bell X-2
- Bell XV-3 Convertiplan
- Bell X-5
- Bell X-14
- Bell X-16
- Bell X-22
- Bell XP-45
- Bell XP-52
- Bell XP-76
- Bell XP-77
- Bell XP-83
- Bell XV-15
- Bell/Agusta BA609
- Bell-Boeing-Vertol V-22 Osprey

### Bellanca
- Bellanca 14-7 Cruisair Junior
- Bellanca 14-9 Cruisair
- Bellanca 14-13 Cruisair Senior
- Bellanca 17-20
- Bellanca 17-30 Viking
- Bellanca 17-31 Viking
- Bellanca 19-25 Skyrocket II
- Bellanca 28-70
- Bellanca 28-90 Flash
- Bellanca 28-92 Trimotor
- Bellanca 31-40 Senior Pacemaker
- Bellanca 31-42 Senior Pacemaker
- Bellanca 31-50 Senior Skyrocket
- Bellanca 31-55 Senior Skyrocket
- Bellanca 77-140 Bomber
- Bellanca 77-320 Junior
- Bellanca Aircruiser
- Bellanca Aries
- Bellanca C-27 Airbus
- Bellanca CH-200 Pacemaker
- Bellanca CH-300 Pacemaker
- Bellanca CH-400 Skyrocket
- Bellanca 7ACA Champ
- Bellanca 7ECA Citabria
- Bellanca 7GCAA Citabria
- Bellanca 7GCBC Citabria
- Bellanca 7KCAB Citabria
- Bellanca Cruisair
- Bellanca Cruisemaster
- Bellanca 8KCAB Decathlon
- Bellanca 8KCAB Super Decathlon
- Bellanca J-300
- Bellanca Pacemaker
- Bellanca Viking
- Bellanca 8GCBC Scout
- Bellanca Skyrocket
- Bellanca WB-2
- Bellanca YO-50

### Beneš-Mráz
- Beneš-Mráz Be-50 Beta-Minor
- Beneš-Mráz Be-51 Beta-Minor
- Beneš-Mráz Be-52 Beta-Major
- Beneš-Mráz Be-53
- Beneš-Mráz Be-56
- Beneš-Mráz Be-150 Beta-Junior
- Beneš-Mráz Be-156
- Beneš-Mráz Be-250
- Beneš-Mráz Be-250
- Beneš-Mráz Be-251
- Beneš-Mráz Be-252 Beta-Scolar
- Beneš-Mráz Be-501
- Beneš-Mráz Be-502
- Beneš-Mráz Be-550 Bibi
- Beneš-Mráz Be-555
- Beneš-Mráz Be-60

### Benoist
- Benoist XII
- Benoist XIII
- Benoist XIV

### Bensen
- Bensen B-5
- Bensen B-6
- Bensen B-7
- Bensen B-8
- Bensen B-9
- Bensen B-10
- Bensen B-11
- Bensen B-12
- Bensen B-13
- Bensen Mid-Jet
- Bensen X-25

### Bereznyak-Isayev
- Bereznyak-Isayev BI-1

### Berger
- Berger HB-25
- Berger BX-50
- Berger BX-110
- Berger BX-111
- Berger BX-200
- Berger BX-300

### Beriev
- Beriev MBR-2
- Beriev Be-4 được gọi với tên khác là Beriev KOR-2
- Beriev Be-6 Tên mã Nato:Madge
- Beriev Be-8 Tên mã Nato:Mole
- Beriev Be-10Tên mã Nato:Mallow
- Beriev Be-12 Tschaika (Seagull) Tên mã Nato:Mail
- Beriev KOR-1
- Beriev MBR-7
- Beriev MDR-5
- Beriev R-1
- Beriev Be-30
- Beriev Be-32
- Beriev Be-200

### Berliner-Joyce
- Berliner-Joyce FJ
- Berliner-Joyce F2J
- Berliner-Joyce P-16
- Berliner-Joyce XP-13 Viper

### Bernard
- Bernard 10
- Bernard 12
- Bernard 14
- Bernard 15
- Bernard 18
- Bernard 20
- Bernard 70
- Bernard 190
- Bernard 260
- Bernard H.52
- Bernard H.110

### Best Off
- Best Off Sky Ranger

### Birdman Aircraft
- Birdman TL-1

### Birdman Enterprises
- Birdman Chinook

### Bisnovat
- Bisnovat 5

### Blackburn
- Blackburn First Monoplane
- Blackburn Second Monoplane
- Blackburn Baffin
- Blackburn Beverley
- Blackburn Botha
- Blackburn Buccaneer
- Blackburn Firebrand
- Blackburn Iris
- Blackburn Kangaroo
- Blackburn Nile
- Blackburn Perth
- Blackburn Ripon
- Blackburn Roc
- Blackburn Shark
- Blackburn Skua
- Blackburn Sydney
- Blackburn B-1 Segrave
- Blackburn B-2
- Blackburn B.20
- Blackburn B.44
- Blackburn B-48
- Blackburn B-54
- Blackburn B-88
- Blackburn F.2 Lincock
- Blackburn L.1 Bluebird
- Blackburn R.1 Blackburn
- Blackburn T.2 Dart
- Blackburn T.3 Velos
- Blackburn T.4 Cubaroo
- Blackburn T.B. Twin Blackburn
- Blackburn Type B
- Blackburn Type D
- Blackburn Type E
- Blackburn Type I
- Blackburn Type L

### Blanchard
- Blanchard BB.2
- Blanchard Brd.1

### Blériot
- Blériot Parasol
- Blériot I
- Blériot II
- Blériot III
- Blériot IV
- Blériot V
- Blériot VI
- Blériot VII
- Blériot VIII
- Blériot IX
- Blériot X
- Blériot XI
- Blériot XII
- Blériot XIII
- Blériot XIV
- Blériot XV
- Blériot XXI
- Blériot XXIII
- Blériot XXIV
- Blériot XXV
- Blériot XXVII
- Blériot XXXIII
- Blériot XXXVI
- Blériot XXXIX
- Blériot XLII
- Blériot XLIII
- Blériot XLIV
- Blériot 67
- Blériot 73
- Blériot 74
- Blériot 75
- Blériot 102
- Blériot 105
- Blériot 106
- Blériot 110
- Blériot 111
- Blériot 115
- Blériot 117
- Blériot 118
- Blériot 125
- Blériot 127
- Blériot 135
- Blériot 137
- Blériot 155
- Blériot 165
- Blériot 175
- Blériot 195
- Blériot 290
- Blériot 5190
- Blériot-SPAD S.XVIII
- Blériot-SPAD S.XX
- Blériot-SPAD S.XXI
- Blériot-SPAD S.XXII
- Blériot-SPAD S.XXIV
- Blériot-SPAD S.25
- Blériot-SPAD S.26
- Blériot-SPAD S.27
- Blériot-SPAD S.28
- Blériot-SPAD S.29
- Blériot-SPAD S.30
- Blériot-SPAD S.31
- Blériot-SPAD S.32
- Blériot-SPAD S.33
- Blériot-SPAD S.34
- Blériot-SPAD S.36
- Blériot-SPAD S.37
- Blériot-SPAD S.38
- Blériot-SPAD S.39
- Blériot-SPAD S.40
- Blériot-SPAD S.41
- Blériot-SPAD S.42
- Blériot-SPAD S.46
- Blériot-SPAD S.48
- Blériot-SPAD S.50
- Blériot-SPAD S.51
- Blériot-SPAD S.54
- Blériot-SPAD S.56
- Blériot-SPAD S.58
- Blériot-SPAD S.60
- Blériot-SPAD S.61
- Blériot-SPAD S.62
- Blériot-SPAD S.64
- Blériot-SPAD S.66
- Blériot-SPAD S.70
- Blériot-SPAD S.71
- Blériot-SPAD S.72
- Blériot-SPAD S.81
- Blériot-SPAD S.82
- Blériot-SPAD S.86
- Blériot-SPAD S.91
- Blériot-SPAD S.92
- Blériot-SPAD S.116
- Blériot-SPAD S.126
- Blériot-SPAD S.510
- Blériot-SPAD S.540
- Blériot-SPAD S.710

### Bloch
- Bloch MB.60 và MB.61
- Bloch MB.80 và MB.81
- Bloch MB.90 và MB.92
- Bloch MB.120
- Bloch MB.130, MB.131, MB.132, MB.133 và MB.134
- Bloch MB.150, MB.151, MB.152, MB.153, MB.154, MB.155 và MB.157
- Bloch MB.160, MB.161 và MB.162
- Bloch MB.170, MB.171, MB.172, MB.173, MB.174, MB.175, MB.176  và MB.177
- Bloch MB.200
- Bloch MB.210 và MB.211
- Bloch MB.220 và MB.221
- Bloch MB.480
- Bloch MB.700
- Bloch MB.800

### Blohm + VossBlohm und Voss, Hamburger Flugzeugbau
- Blohm & Voss BV 40
- Blohm & Voss Ha 135
- Blohm & Voss Ha 137
- Blohm & Voss BV 138
- Blohm & Voss Ha 139
- Blohm & Voss Ha 140
- Blohm & Voss BV 141
- Blohm & Voss BV 142
- Blohm & Voss BV 143
- Blohm & Voss BV 144
- Blohm & Voss BV 155
- Blohm & Voss P 188
- Blohm & Voss P 212
- Blohm & Voss P 214
- Blohm & Voss BV 222
- Blohm & Voss BV 238
- Blohm & Voss BV 246 Hagelkorn

### Blume
- Blume Bl.500
- Blume Bl.502
- Blume Bl.503

### Boeing
- B & W Seaplane
- Boeing Model C
- Boeing 40
- Boeing 40A
- Boeing 80
- Boeing 247
- Boeing 307 Stratoliner
- Boeing 314 Clipper
- Boeing 377 Stratocruiser
- Boeing 707
  - 720
- Boeing 717-200
- Boeing 727
- Boeing 737
  - Boeing Business Jet
- Boeing 747
  - Boeing 747-400
  - 747SP
  - 747-8 (formerly 747 Advanced)
- Boeing 757
- Boeing 767
- Boeing 777
- Boeing 787
- Boeing 7J7 (hủy bỏ)
- Boeing 2707 (hủy bỏ)
- Boeing AH-64 Apache
- Boeing B-9
- Boeing B-17 Flying Fortress
- Boeing B-29 Superfortress
- Boeing XB-38 Flying Fortress
- Boeing XB-39 Superfortress
- Boeing B-40 Flying Fortress
- Boeing B-44 Superfortress
- Boeing B-47 Stratojet
- Boeing B-50 Superfortress
- Boeing B-52 Stratofortress
- Boeing XB-55
- Boeing B-56
- Boeing XB-59
- Boeing C-17 Globemaster III
- Boeing C-18 Monomail
- Boeing C-19
- Boeing C-22
- Boeing VC-25 "Air Force One"
- Boeing C-32
- Boeing C-33
- Boeing C-40 Clipper
- Boeing C-73
- Boeing C-75 Stratoliner
- Boeing C-97 Stratofreighter
- Boeing C-98
- Boeing C-105
- Boeing C-108 Flying Fortress
- Boeing C-127
- Boeing C-135 Stratolifter
- Boeing C-137 Stratoliner
- Boeing CC-137 Husky
- Boeing CH-46 Sea Knight
- Boeing CH-47 Chinook
- Boeing CH-62
- Boeing Commercial Chinook
- Boeing E-3 Sentry
- Boeing E-4
- Boeing E-6 Mercury
- Boeing E-7 J-STARS
- Boeing E-8 Joint STARS
- Boeing E-10 MC2A
- Boeing EC-18 Aria
- Boeing EC-135
- Boeing FB
- Boeing F2B
- Boeing F3B Seahawk
- Boeing F4B
- Boeing F5B
- Boeing F6B
- Boeing F7B
- Boeing F8B
- Boeing HRB
- Boeing KC-97 Stratotanker
- Boeing KC-135 Stratotanker
- Boeing KC-767
- Boeing MD 520N
- Boeing MD 600N
- Boeing MD Explorer
- Boeing NLA
- Boeing P-4
- Boeing PW-9
- Boeing P-12
- Boeing P-26 Peashooter
- Boeing Pelican
- Boeing PT-13 Kaydet
- Boeing PT-17 Kaydet
- Boeing RC-135
- Boeing Sonic Cruiser
- Boeing T-43
- Boeing VC-25
- Boeing Wedgetail
- Boeing X-20 Dyna-Soar
- Boeing X-32
- Boeing X-37 Future-X
- Boeing X-40
- Boeing X-43
- Boeing X-45
- Boeing X-46
- Boeing X-48
- Boeing X-50
- Boeing XB-15
- Boeing Y1B-20
- Boeing XP-4
- Boeing XP-7
- Boeing XP-8
- Boeing XP-9
- Boeing XP-15
- Boeing XP-29
- Boeing XP-32
- Boeing XPBB Sea Ranger
- Boeing YC-14
- Boeing Vertol CH-113 Labrador
- Boeing-Sikorsky RAH-66 Comanche

Boeing-Stearman và Boeing-Vertol xem Boeing

### Bohemia
- Bohemia B-5

### Boisavia
- Boisavia Muscadet
- Boisavia Mercurey
- Boisavia Chablis
- Boisavia Anjou

### Bölkow
- Bölkow Bo 46
- Bölkow Bo 102
- Bölkow Bo 103
- Bölkow Bo 104
- Bölkow Bo 105
- Bölkow Bo 108
- Bölkow Bo 207
- Bölkow Bo 208
- Bölkow Bo 209
- Bölkow Phoebus

### Bombardier
- Bombardier 415
- Bombardier BD-100
- Bombardier BD-700
- Bombardier C-21 Learjet
- Bombardier Challenger 300
- Bombardier Challenger 604
- Bombardier Challenger 800
- Bombardier CL-215
- Bombardier CRJ-100
- Bombardier CRJ-200
- Bombardier CRJ-700
- Bombardier CRJ-900
- Bombardier Global 5000
- Bombardier Global Express XRS
- Bombardier Global Express
- Bombardier Learjet 25
- Bombardier Learjet 45
- Bombardier Learjet 55
- Bombardier Learjet 60
- Bombardier Sentinel

### Borel
xem thêm: SGCIM
- Borel Bo.1
- Borel Bo.2
- Borel Bo.3
- Borel Bo.4
- Borel Bo.5
- Borel Bo.6
- Borel Bo.7
- Borel Bo.8
- Borel Bo.9
- Borel Bo.10
- Borel Bo.11
- Borel Bo.12
- Borel Bo.13
- Borel Bo.14
- Borel Bo.15
- Borel Bo.16
- Borel Bo.17
- Borel Bo.18
- Borel Bo.19
- Borel-Morane monoplane
- Borel military monoplane
- Borel hydro-monoplane
- Borel Torpille
- Borel-Odier BoT
- Borel-Odier BoC

### Boulton Paul
Đến năm 1934 Boulton & Paul
- Boulton Paul Bobolink
- Boulton Paul Bourges
- Boulton Paul P-6
- Boulton Paul Atlantic
- Boulton Paul P.9
- Boulton Paul Bolton
- Boulton Paul Bugle
- Boulton Paul Bodmin
- Boulton Paul Sidestrand
- Boulton Paul Bittern
- Boulton Paul Partridge
- Boulton Paul Phoenix
- Boulton Paul P.32
- Boulton Paul Overstrand
- Boulton Paul P.64 Mailplane
- Boulton Paul P.71A
- Boulton Paul Defiant
- Boulton Paul P.92/2
- Boulton Paul Balliol
- Boulton Paul P.111
- Boulton Paul P.120

### Bowers
- Bowers Fly Baby
- Bowers Namu II

### Brandenburg
- xem Hansa Brandenburg

### Brantly
- Brantly B-1
- Brantly B-2
- Brantly 305

### Bratukhin
- Bratukhin 2MG
- Bratukhin G-2
- Bratukhin G-3
- Bratukhin G-4
- Bratukhin B-5
- Bratukhin B-6
- Bratukhin B-7
- Bratukhin B-8
- Bratukhin B-9
- Bratukhin B-10
- Bratukhin B-11

### Brditschka
xem thêm HB-Flugtechnik
- Brditschka HB-3
- Brditschka HB-21
- Brditschka HB-23

### Breda
- Breda A.1
- Breda A.2
- Breda A.3
- Breda A.4
- Breda A.7
- Breda A.8
- Breda A.9
- Breda A.10
- Breda A.14
- Breda Ba.15
- Breda Ba.16
- Breda Ba.19
- Breda Ba.25
- Breda Ba.26
- Breda Ba.27
- Breda Ba.28
- Breda Ba.32
- Breda Ba.33
- Breda Ba.39
- Breda Ba.42
- Breda Ba.44
- Breda Ba.46
- Breda Ba.64
- Breda Ba.65
- Breda Ba.75
- Breda Ba.79
- Breda Ba.82
- Breda Ba.88

### Breguet
- Breguet 4
- Breguet 5
- Breguet 11
- Breguet 12
- Breguet 14
- Breguet 16
- Breguet 17
- Breguet 18T
- Breguet 19
- Breguet 20
- Breguet 21
- Breguet 22
- Breguet 26T
- Breguet 270, 271T, 272T, 273T, và 274T
- Breguet 280T
- Breguet 330
- Breguet 390T, 391T, 392T, và 393T
- Breguet 410, 411, 413, và 414
- Breguet 460 và 462 Vultur
- Breguet 470T
- Breguet 482
- Breguet 500
- Breguet 521 Bizerte
- Breguet 530 Saigon
- Breguet 610
- Breguet 670
- Breguet 690, 691, 693, 694, và 695
- Breguet 730 và 731
- Breguet 761, 763 Provence/Deux Ponts, và  765 Sahara
- Breguet 790
- Breguet 891 và 892
- Breguet 900, 901, 902, 904, 905, và 906
- Breguet 940, và 941
- Breguet 1001 Taon
- Breguet 1050 Alizé
- Breguet 1100
- Breguet 1150 Atlantic
- Breguet Aerhydroplane
- Breguet Type I
- Breguet Type II
- Breguet Type III
- Breguet Type IV
- Breguet Type V
- Breguet-Dorand Gyroplane
- Breguet-Richter Gyroplane

### Brewster
- Brewster A-32
- Brewster A-34
- Brewster Bermuda
- Brewster F2A Buffalo
- Brewster F3A Corsair
- Brewster SB2A Buccaneer

### Briegleb
Xem thêm:' Sailplane Corporation of America
- Briegleb BG 6
- Briegleb BG 7
- Briegleb BG 12

### Bristol
- Bristol 92
- Bristol 101
- Bristol 109
- Bristol 110A
- Bristol 118
- Bristol 120
- Bristol 133
- Bristol 123
- Bristol Type 138A High Altitude Monoplane
- Bristol 142
- Bristol Type 143
- Bristol 146
- Bristol 148
- Bristol 188
- Bristol 223
- Bristol Advanced Trainers
- Bristol Babe
- Bristol Badger
- Bristol Badminton
- Bristol Bagshot
- Bristol Beaufighter
- Bristol Beaufort
- Bristol Belvedere
- Bristol Berkeley
- Bristol Blenheim
- Bristol Bloodhound
- Bristol Boarhound
- Bristol Bombay
- Bristol Boxkite
- Bristol Brabazon
- Bristol Braemar
- Bristol Brigand
- Bristol Britannia
- Bristol Brownie
- Bristol Buckingham
- Bristol Buckmaster
- Bristol Bulldog
- Bristol Bullet
- Bristol Bullfinch
- Bristol Bullpup
- Bristol Coanda Biplane
- Bristol Coanda Monoplane
- Bristol F.2 Fighter
- Bristol Freighter
- Bristol Gordon England
- Bristol Jupiter-Fighter
- Bristol M.1
- Bristol Prier Monoplane
- Bristol Primary Trainer
- Bristol Pullman
- Bristol Racer
- Bristol Scout
- Bristol Seely
- Bristol Sycamore
- Bristol T-type
- Bristol TB.8
- Bristol T.T.A
- Bristol Ten-seater
- Bristol Tourer
- Bristol Tramp

### Britten-Norman
- Britten-Norman Finibee
- Britten-Norman Islander
- Britten-Norman Defender
- Britten-Norman Trislander
- Britten-Norman Nymph

### British Aerospace
- BAe 125
- BAe 146
- BAe 748
- BAe ATP
- BAe C-29
- BAe CT-155 Hawk
- BAe EAP
- BAe Harrier
- BAe Hawk
- BAe Jetstream
- BAe Nimrod
- BAe T-45 Goshawk

### British Aircraft Corporation
- BAC Jet Provost
- BAC One-Eleven
- BAC Strikemaster
- BAC TSR-2

### Brochet
- Brochet MB.30
- Brochet MB.50
- Brochet MB.60
- Brochet MB.70
- Brochet MB.80
- Brochet MB.100
- Brochet MB.110
- Brochet MB.120

### Brokaw
- Brokaw Bullet

### Brügger
- Brügger MB-1 Colibri
- Brügger MB-2 Colibri 2
- Brügger MB-3
- Brügger Papillon

### Bücker Flugzeugbau
- Bücker Bü 131 Jungmann
- Bücker Bü 133 Jungmeister
- Bücker Bü 180 Student
- Bücker Bü 181  Bestmann

### Budd
- Budd RB-1
- Budd C-93 Conestoga

### Buhl
- Buhl CA-1 Airster
- Buhl CA-3/CW-3 Airster
- Buhl Airsedan
- Buhl Bull Pup

### Burgess
- Burgess Model A
- Burgess Model B
- Burgess Model C
- Burgess Model D
- Burgess Model E
- Burgess Model F
- Burgess Model G
- Burgess Model H
- Burgess Model I
- Burgess Model J

### Burnelli
- Burnelli CB-16
- Burnelli CBY-3
- Burnelli GX-3
- Burnelli OA-1
- Burnelli RB-1
- Burnelli RB-2
- Burnelli UB-14
- Burnelli UB-20

### Bushby
- Bushby Midget Mustang
- Bushby Mustang II

### Butterworth
- Butterworth Westland Whirlwind

Danh sách máy bay
A:B  C-D E-H I-M N-S T-Z